# 維多利亞女王與阿爾伯特王子的婚禮
維多利亞女王與薩克森-科堡-哥達的艾伯特王子的婚禮於1840年2月10日在聖詹姆士宮的皇家教堂舉行。新娘是英國女王維多利亞，新郎則是薩克森-科堡-哥達公爵恩斯特一世的幼子、維多利亞的表弟薩克森-科堡-哥達的艾伯特王子。

## 婚姻
雖然維多利亞當時已貴為女王，她仍需彼時社會的風俗與母親肯特公爵夫人維多利亞公主一同居住，但二人在肯辛頓體系的教育方式上頗有分歧，而其母更仍寵信維多利亞討厭的約翰·康羅伊爵士。肯特公爵夫人在維多利亞登基後被安排在白金漢宮一間位置偏僻的房間居住，維多利亞更經常拒絕與她見面。維多利亞曾向時任英國首相墨爾本勳爵怨母親的密切監視是她「多年的煎熬」，墨爾本向她表示同情，並建議女王利用婚姻來逃避監視，維多利亞則將之稱為一個「令人震驚的替代方案」。
維多利亞開始對未來王夫的候選人、表弟艾伯特所受的教育和素養表現出興趣及欣賞，但仍排斥匆忙的進入婚姻的殿堂。她在艾伯特第二次來訪時對他越發欣賞並互生情愫，女王在艾伯特僅僅抵達溫莎五天之後的10月15日向他求婚。
維多利亞和艾伯特的婚禮最終定在1840年2月10日舉行，舉行場地則是聖詹姆士宮的皇家教堂。維多利亞在婚禮結束後已是神魂俱醉，當晚更因頭痛躺臥在床，但她在日記中欣喜若狂地寫道：
|  | 我從來沒有擁有過這樣的夜晚，從來沒有！！！我最親愛最親愛最最親愛的阿爾伯特…他給了我無與倫比的愛和幸福，我以前做夢都沒有夢到過這樣的愛和幸福！他緊緊地把我抱在懷裡，我們不斷地擁吻！他的英俊、他的甜蜜與他的溫柔——天哪！真的是多少次的祈求才能讓我擁有這樣一位夫君啊！他叫我親愛的…我以前還從來沒被這樣叫過——這一刻的歡樂真是無法想像！天哪！這是我生命中最快樂的一天！ I NEVER, NEVER spent such an evening!!! MY DEAREST DEAREST DEAR Albert ... his excessive love & affection gave me feelings of heavenly love & happiness I never could have hoped to have felt before! He clasped me in his arms, & we kissed each other again & again! His beauty, his sweetness & gentleness – really how can I ever be thankful enough to have such a Husband! ... to be called by names of tenderness, I have never yet heard used to me before – was bliss beyond belief! Oh! This was the happiest day of my life! |

艾伯特在婚禮后自此取代墨爾本勳爵成為女王的重要政治顧問及伴侶，在女王在位前期位高權重且佔據主導。
維多利亞和艾伯特的婚禮迄今仍是英國最近一次舉行在位君主的婚禮。自維多利亞女王以後的所有君主在他們繼位為國王前便已結婚；愛德華八世是一個例外，但他是在宣佈退位後才迎娶了妻子華麗絲·辛普森。

## 婚紗
維多利亞女王在婚禮上穿著的婚紗由她的御用禮服設計師瑪莉·貝坦設計，使用了當時罕有使用在結婚禮服上、出產自斯皮特爾菲爾茲的白色厚絲緞面布料，配以深荷葉邊與由英國政府設計學院（今皇家藝術學院）院長威廉·戴斯設計、德文郡霍尼頓鎮和皮爾鎮所產的蕾絲花邊。布料與蕾絲的選擇亦代表了王室對英國工業及家庭小工業的支持。她的結婚禮服被認為是白色婚紗風潮之始。
婚紗的設計中帶有機器製造的蕾絲網格，並以縫飾方式在網格上貼上許多手工蕾絲花邊圖案。婚紗上飾有象徵豐饒的橘色花朵，女王同時也以這些橘花編織而成的花環取代了王冠來固定同樣以霍尼頓蕾絲所製的面紗。面紗長約4碼（3.7）、寬0.75碼（0.69），與整套婚紗的裝飾相呼應；婚紗的裙裾則長達18英尺（5.5）。
維多利亞戴有鑽石耳環和項鍊，以及艾伯特送給她的藍寶石胸針，配以與婚紗同色系的白色緞鞋。

## 賓客

### 新娘家屬
- 肯特公爵夫人維多利亞：新娘母親
- 薩克森-邁寧根的阿德萊德：新娘伯母
- 奧古斯塔·索菲亞公主：新娘姑母
- 薩塞克斯公爵奧古斯都·腓特烈王子：新娘叔父
- 劍橋公爵阿道弗斯·弗雷德里克王子與劍橋公爵夫人奧古斯塔郡主：新娘叔父和叔母
  - 劍橋的喬治王子：新娘堂兄
  - 劍橋的奧古斯塔郡主：新娘堂妹
  - 劍橋的瑪麗·阿德萊德郡主：新娘堂妹
- 格洛斯特的索菲亞公主：新娘堂姑

### 新郎家屬
- 薩克森-科堡-哥達公爵恩斯特一世：新郎父親
  - 薩克森-科堡-哥達王儲恩斯特王子：新郎兄長

### 伴娘
共有十二名貴族出身的女子在婚禮上擔任伴娘。
- 瑪麗·霍華德女勳爵：司禮大臣第十二代諾福克公爵伯納·霍華德（英语：Bernard Howard, 12th Duke of Norfolk）的孫女，後為基德明斯特的弗利男爵（英语：Thomas Foley, 4th Baron Foley）夫人
- 卡羅琳·戈登-倫諾克斯女勳爵：第五代里奇蒙公爵查爾斯·戈登-倫諾克斯的女兒，後為貝斯伯勒伯爵（英语：John Ponsonby, 5th Earl of Bessborough）夫人
- 阿德萊德·佩吉特女勳爵（英语：Lady Adelaide Cadogan）：第一代安格爾西侯爵亨利·佩吉特的女兒，後為阿德萊德·卡多根女勳爵
- 埃莉諾拉·佩吉特：第一代安格爾西侯爵亨利·佩吉特的孫女、阿德萊德·佩吉特女勳爵的姪女，後為格雷厄姆夫人
- 伊莉莎白·霍華德女勳爵：第六代卡萊爾伯爵喬治·霍華德（英语：George Howard, 6th Earl of Carlisle）的女兒，後為格雷夫人
- 威廉敏娜·斯坦霍普女勳爵（英语：Wilhelmina Powlett, Duchess of Cleveland）：第四代斯坦霍普伯爵菲利普·亨利·斯坦霍普（英语：Philip Henry Stanhope, 4th Earl Stanhope）的女兒，後為克利夫蘭公爵夫人
- 莎拉·維利爾斯女勳爵：第五代澤西伯爵喬治·柴爾德·維利爾斯（英语：George Child Villiers, 5th Earl of Jersey）的女兒，後為埃施特哈齊親王妃
- 伊莉莎白·薩克維爾-韋斯特女勳爵（英语：Elizabeth Russell, Duchess of Bedford）：第五代德拉瓦爾伯爵喬治·薩克維爾-韋斯特的女兒，後為貝德福德公爵夫人
- 艾達·海伊女勳爵：第十八代埃羅爾伯爵威廉·海伊（英语：William Hay, 18th Earl of Erroll）的女兒，後為庚斯博羅伯爵夫人
- 法蘭西斯·考珀女勳爵（英语：Frances Jocelyn, Viscountess Jocelyn）：第五代考珀伯爵的女兒，後為喬斯林子爵夫人
- 瑪麗·格里姆斯頓女勳爵：第一代維魯拉姆伯爵詹姆斯·格里姆斯頓（英语：James Grimston, 1st Earl of Verulam）的女兒，後為拉德諾伯爵夫人
- 簡·普萊德爾-布弗瑞女勳爵：第三代拉德諾伯爵威廉·普萊德爾-布弗瑞（英语：William Pleydell-Bouverie, 3rd Earl of Radnor）的女兒，瑪麗·格里姆斯頓女勳爵的小姑子，後為簡·埃利斯女勳爵